# Golden Ears Bridge
Die Golden Ears Bridge ist eine sechsspurige Straßenbrücke in der kanadischen Provinz British Columbia. Geplant, finanziert und gebaut wurde die 976 m lange Querung des Fraser Rivers vom deutschen Bauunternehmen Bilfinger Berger. Betreiberin des mit Hilfe einer öffentlich-privaten Partnerschaft realisierten Bauwerks ist für insgesamt 32 Jahre die Golden Crossing General Partnership Konzessionsgesellschaft. Die Kosten des gesamten Projekts sollten durch Mautgebühren wieder eingebracht werden. Auf Grund veränderter politischer Rahmenbedingungen wurde die Mautpflicht vorzeitig mit Ablauf des 31. August 2017 abgeschafft.

## Konstruktion
Die Brücke wurde als Extradosed-Brücke mit außen liegenden Pfeilern gebaut. Insgesamt werden 160 Schrägseile über vier Pfeilerpaare geführt, um die Fahrbahn zu halten. Diese besteht aus vorgefertigten, jeweils 18 t schweren Stahlbetonfertigteilen.

## Zugehörige Infrastruktur
Im Zuge des Baus der Golden Ears Bridge entstanden zusätzlich Zufahrtsstraßen mit zwei bis sechs Fahrstreifen und einer Gesamtlänge von 13,3 km, um die Brücke an die bestehende Straßeninfrastruktur anzuschließen. Außerdem wurden kommunale (Schnell-)Straßen auf einer Länge von insgesamt 14,2 km ausgebaut, um das mit Eröffnung der Brücke anwachsende Verkehrsaufkommen zu bewältigen. Dazu gehörte auch der Bau von 16 kleineren Brücken.